# TAKANAWA GATEWAY CITY
TAKANAWA GATEWAY CITY（高輪ゲートウェイシティ、たかなわゲートウェイシティ）は、東日本旅客鉄道（JR東日本）が主導し、東京都港区港南2丁目、芝浦4丁目、高輪2丁目、三田3丁目にまたがる再開発計画である。田町車両センターの跡地を利用し、開発区域面積は約9.5 haである。

## 概要・経緯

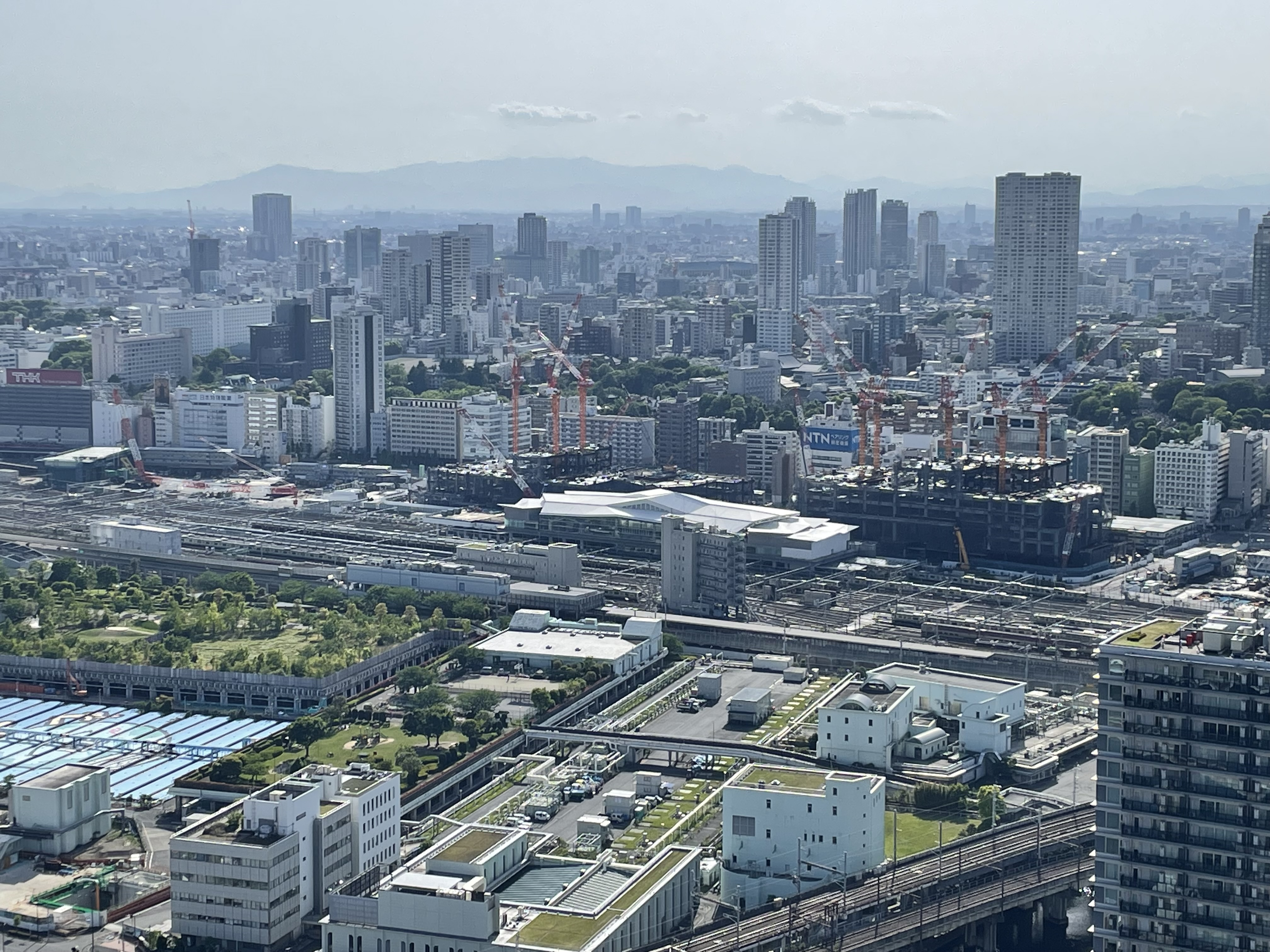
2023年5月の高輪ゲートウェイ駅周辺

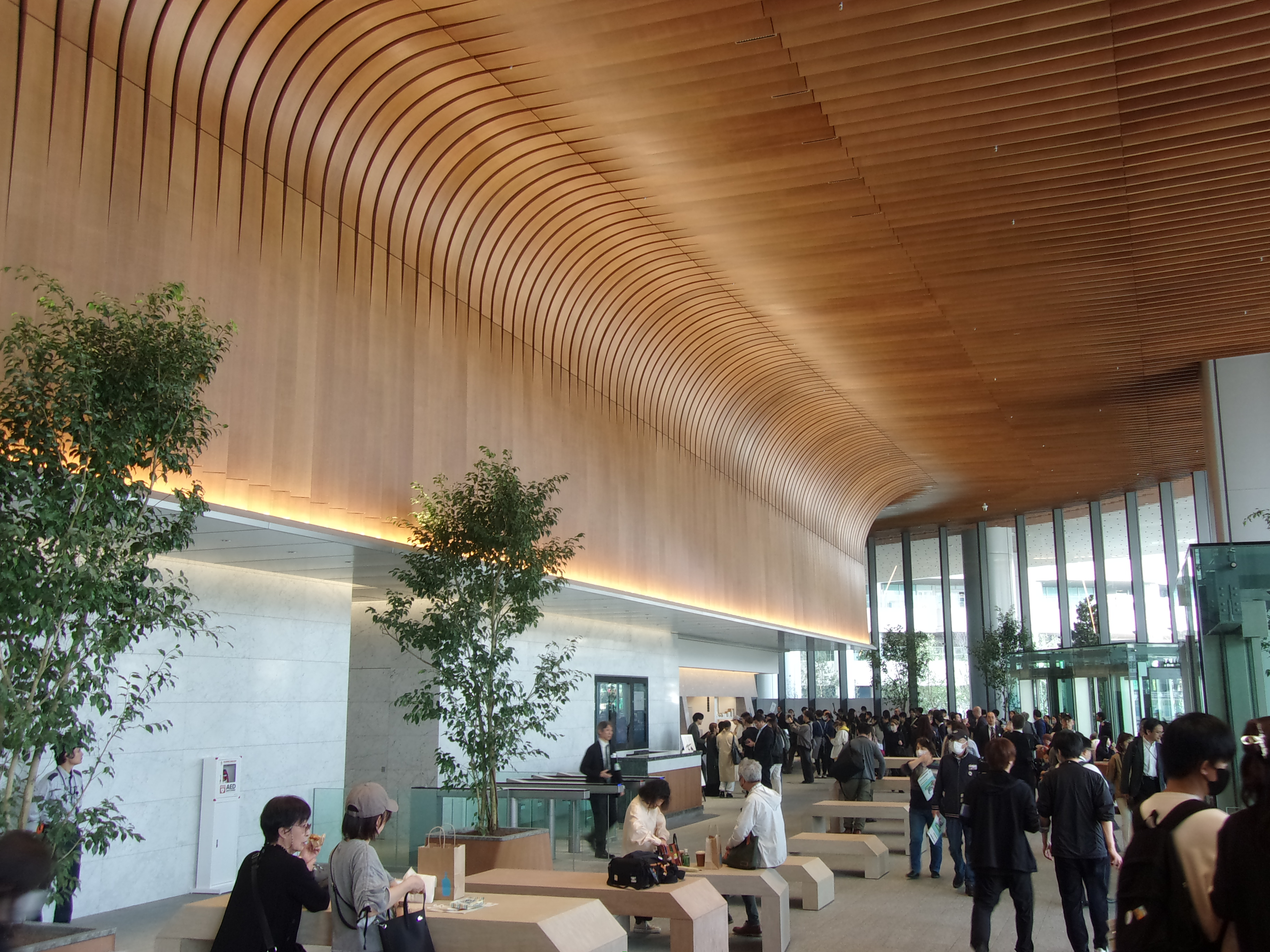
THE LINKPILLAR 1 SOUTHのエントランス

別名はTokyoYard PROJECT。TAKANAWA GATEWAY CITY RESIDENCE（芝浦4丁目、三田3丁目）、文化創造棟（芝浦4丁目）、THE LINKPILLAR 2（港南2丁目）、THE LINKPILLAR(リンクピラー) 1 NORTH/SOUTH（港南2丁目、高輪2丁目）の4つの地区、5つの建築物からなる。再開発にさきがけ、JR東日本は2020年3月14日に、品川駅と田町駅の間に山手線・京浜東北線の高輪ゲートウェイ駅を暫定開業した。
しかし、2019年4月に、品川駅周辺の工事で石垣が見つかり、翌年に高輪築堤跡であることが確認された。JR東日本と高輪築堤調査・保存等検討委員会が議論した結果、高輪築堤跡の二箇所を現地保存し、一箇所を移築保存する方針を決めた。そのため、高輪築堤跡の橋梁部がある3街区に建築計画が変更された。さらに2020年にはコロナショックで利用者が激減、2020年東京オリンピックも延期かつ無観客となり、遺跡発見・コロナショック・五輪需要消滅という三つの想定外の出来事に見舞われた。
2022年4月21日に公表されたまちづくりプランによると、2025年3月に高輪ゲートウェイ駅周辺エリア（THE LINKPILLAR 1 NORTH/SOUTH）を開業し、2025年度中にほかのエリアを開業する。THE LINKPILLAR 1は高輪ゲートウェイ駅前の4街区に立地するツインタワーで、KDDIが本社の移転を予定している。その23階から30階にマリオット・インターナショナルの最高峰ブランド「JWマリオット」が入居し、首都圏初開業となる。THE LINKPILLAR 2は街区3に立地し、泉岳寺駅に隣接する地上31階の超高層ビルである。文化創造棟（仮称）は街区2に立地する。TAKANAWA GATEWAY CITY RESIDENCEは街区1に立地し、地上44階、地下2階の高層高級賃貸住宅である。
2023年5月16日に、この街の名称を『TAKANAWA GATEWAY CITY』にすると正式に発表された。
2024年3月15・16日に高輪ゲートウェイ駅において、「TAKANAWA GATEWAY CITYまちびらき前年祭」を開催。
同年10月27日、港区三田の三田台公園で開催された高輪地区祭りにJR東日本が「TAKANAWA GATEWAY CITYまちづくりPRブース」を出展し、概要などを明らかにした。さらに、12月8・9日に開催されたTAKANAWA GATEWAY CITY5・6街区で確認された高輪築堤の現地見学会では、TAKANAWA GATEWAY CITYにおける高輪築堤の具体的な活用法の紹介も行われた。

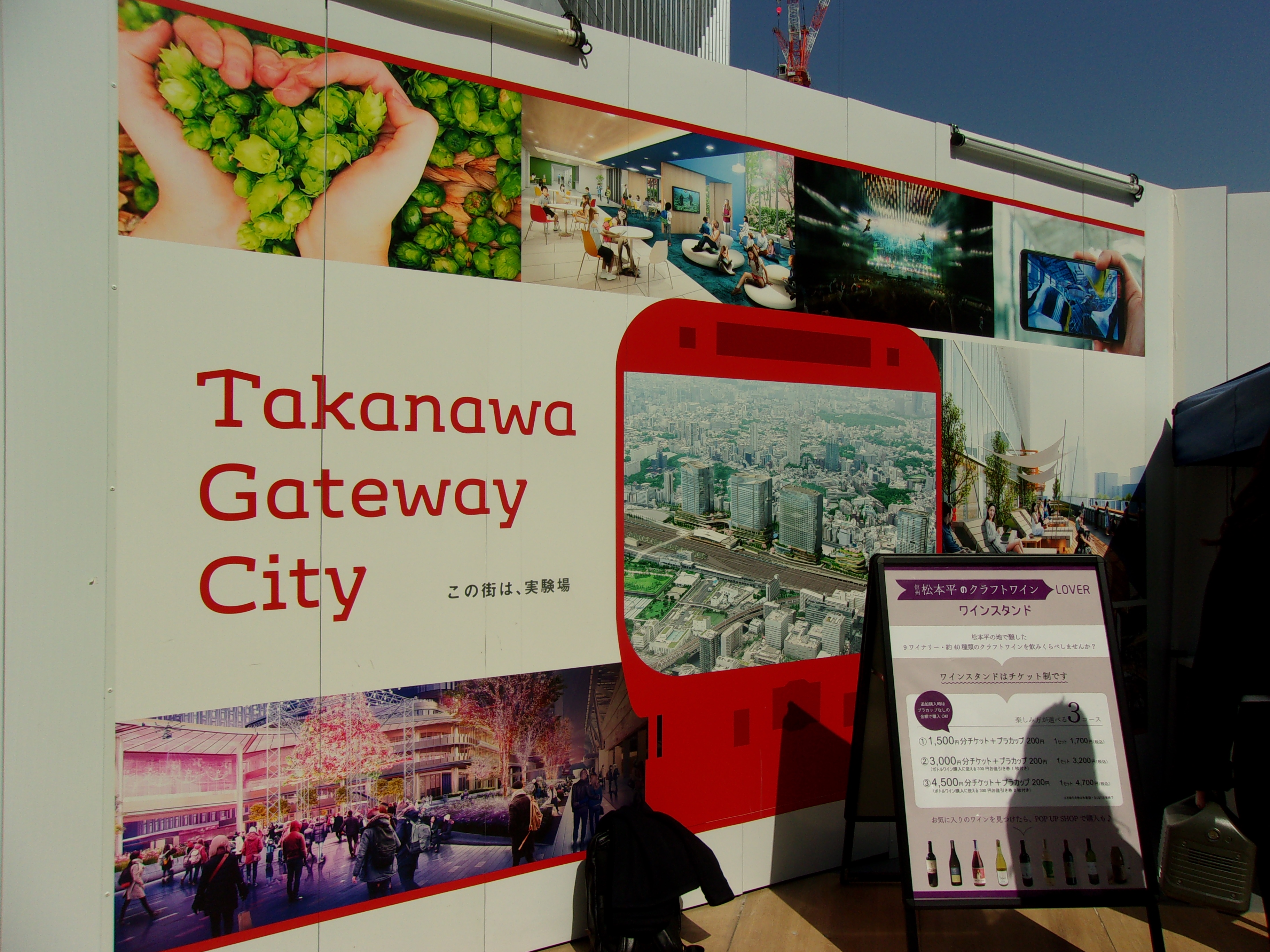
まちびらき前年祭の様子
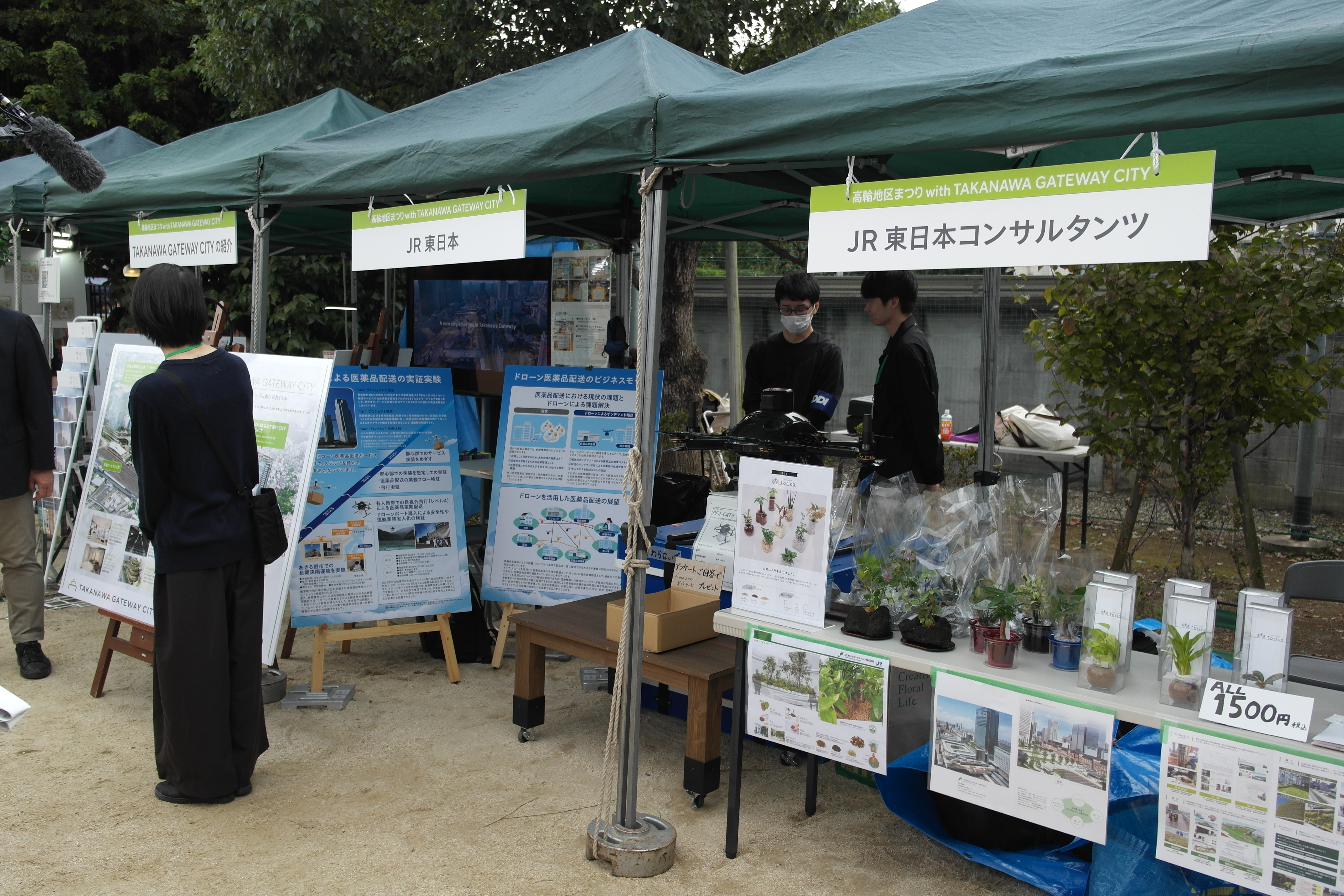
高輪地区祭り with TAKANAWA GATEWAY CITY
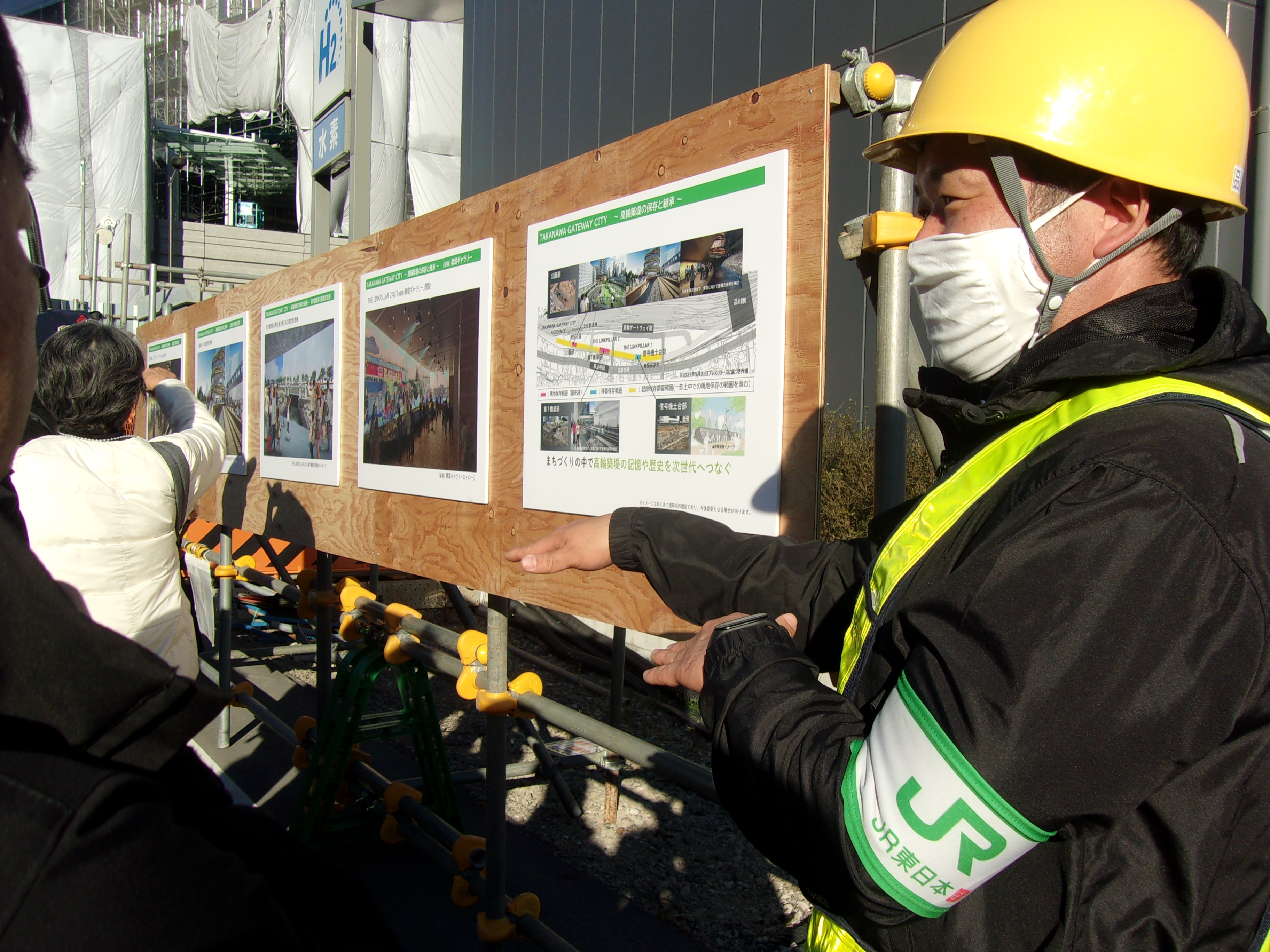
遺跡説明会でのTAKANAWA GATEWAY CITY内高輪築堤活用法案内
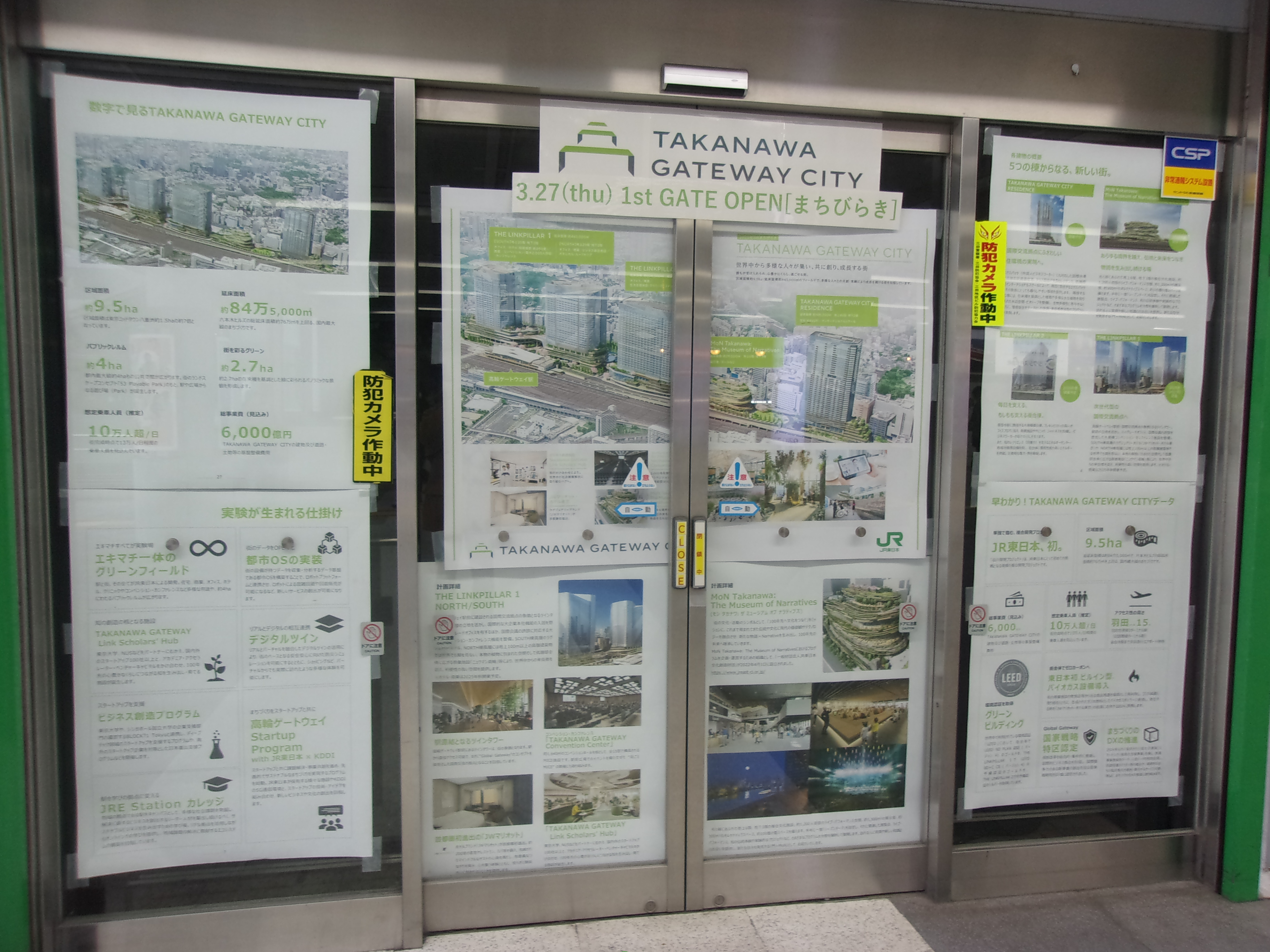
田町駅に期間限定で設置されたPRブース

同10月30日、前述の高輪地区祭りにおいて概要を公開したことをうけ、TAKANAWA GATEWAY CITY第1期（THE LINKPILLAR 1 南北両棟）の開業＝街びらきを2025年3月27日とする旨を公表した。また、JR東日本文化創造財団が運営する文化創造棟の正式名称を「MoN Takanawa：The Museum of Narratives(モン タカナワ: ザ ミュージアム オブ ナラティブズ)」とし（MoNは門のことで高輪ゲートを表す）、2026年春にオープンすることも明らかとなった。THE LINKPILLAR 1 南北両棟とTHE LINKPILLAR 2に跨る商業施設はルミネが展開するファッションビル「NEWoMan高輪」となり、約200の店舗が入居する。建物間の公開空地はパブリックスペースの「ゲートウェイパーク」や「高輪辻広場」「泉岳寺辻広場」となり、東海道五十三次をインスパイアした「53 Playable Park」をコンセプトとした「高輪リンクライン」で結ぶ。TAKANAWA GATEWAY CITY RESIDENCE脇にはビオトープも設けられる。
2025年3月25日、関係者向けの内見会と報道陣公開が開かれ、駅前広場となるゲートウェイパーク（二階部分）やNEWoMan Takanawa、高輪ゲートウェイ駅の南改札が公開された。
同27日、TAKANAWA GATEWAY CITY第1期区画（4街区）が街びらきした。
7月15日、JR東日本は26年に開業するMoN Takanawa：The Museum of Narrativesに隣接して、若手クリエーターやアーティストの交流施設を設けると発表した。賃貸住居やアトリエを併設し、2027年の開業を予定する。
9月12日、第2期区画（4街区）開業予定。THE LINKPILLAR 1 NORTH/SOUTH両棟の1～5階に跨るNEWoMan高輪に入居するコスメブランドのシャネルやファッションブランドのアニエス・ベーなどの海外ブランド、セレクトショップのビームスやユナイテッドアローズ、雑貨の中川政七商店、食品スーパーの明治屋、カフェを併設する書店・文喫の旗艦店BUNKITSU TOKYO（ブンキツ トーキョー）など全ての店舗が一斉オープンする。この他、サウナの高輪サウナス、NORTH棟の28～29階には約10店舗が彩る飲食ゾーン「ルフトバウム」、同屋上（29階上）には庭園のボタニカル・ルーフトップも展開。また、10月2日にはSOUTH棟の23～30階にJWマリオット・ホテル東京も開業する。
2026年春、5街区のTHE LINKPILLAR 2、6街区のMoN Takanawa：The Museum of NarrativesとマンションのTAKANAWA GATEWAY CITY RESIDENCEが開業予定。レジデンス棟の低層階にはインターナショナルスクールが入居する（開校は同年8月予定）。

### MoN Takanawa：The Museum of Narratives
「MoN Takanawa: The Museum of Narratives」は建屋全体がスパイラル状を成し緑に覆われ、植栽のほとんどを日本の在来種で構成する。
1・2階がエントランスで、2階はデッキを通りTHE LINKPILLAR 2～THE LINKPILLAR 1 NORTHを介して高輪ゲートウェイ駅と直結。4階は「TATAMI」と銘打ち、100畳の畳が敷かれ和の文化とテクノロジーを掛け合わせたイベントプログラムを展開。5階は「BOX1500」、季節をテーマとした大規模展示空間。6階には月見テラスや足湯が、屋上には庭園が設けられる。地下1階は開催中のプログラムや参加クリエーターに関連する書籍やグッズを公開するアーカーブスの「シェルフ」、地下2階はライブシアターの「BOX1000」。
運営面では、従来の美術館がモノ（美術工芸品）を収集・展示するのに対し、MoN Takanawa：The Museum of Narrativesではインスタレーションのような体験やプロセスをデジタル技術でアーカイブしコレクション化する。演劇作品では舞台装置や制作プロセスも記録保存することで将来の再上演を可能にする。さらに松竹との協働で歌舞伎の新しい演出方法を考案したり、俳優の身体性を取り込む（モーションキャプチャ）ことで現代的なパフォーマンス演出を創造する。J-WAVEとの連携では館内の多層空間全体を楽器として捉え、建屋空間全体と音楽が共鳴する音楽体験を提供する。

## 工法

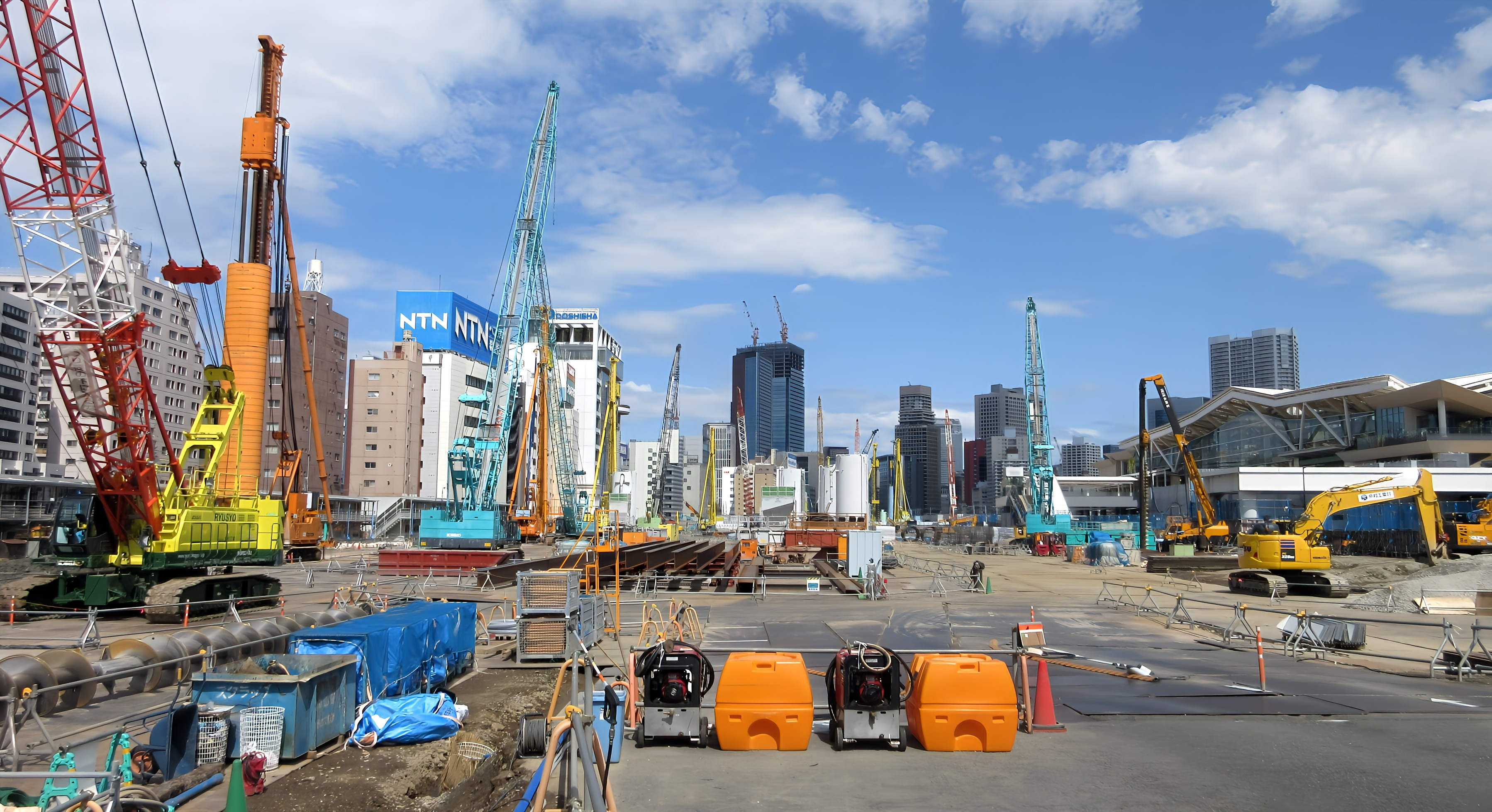
4街区方面 工事の様子

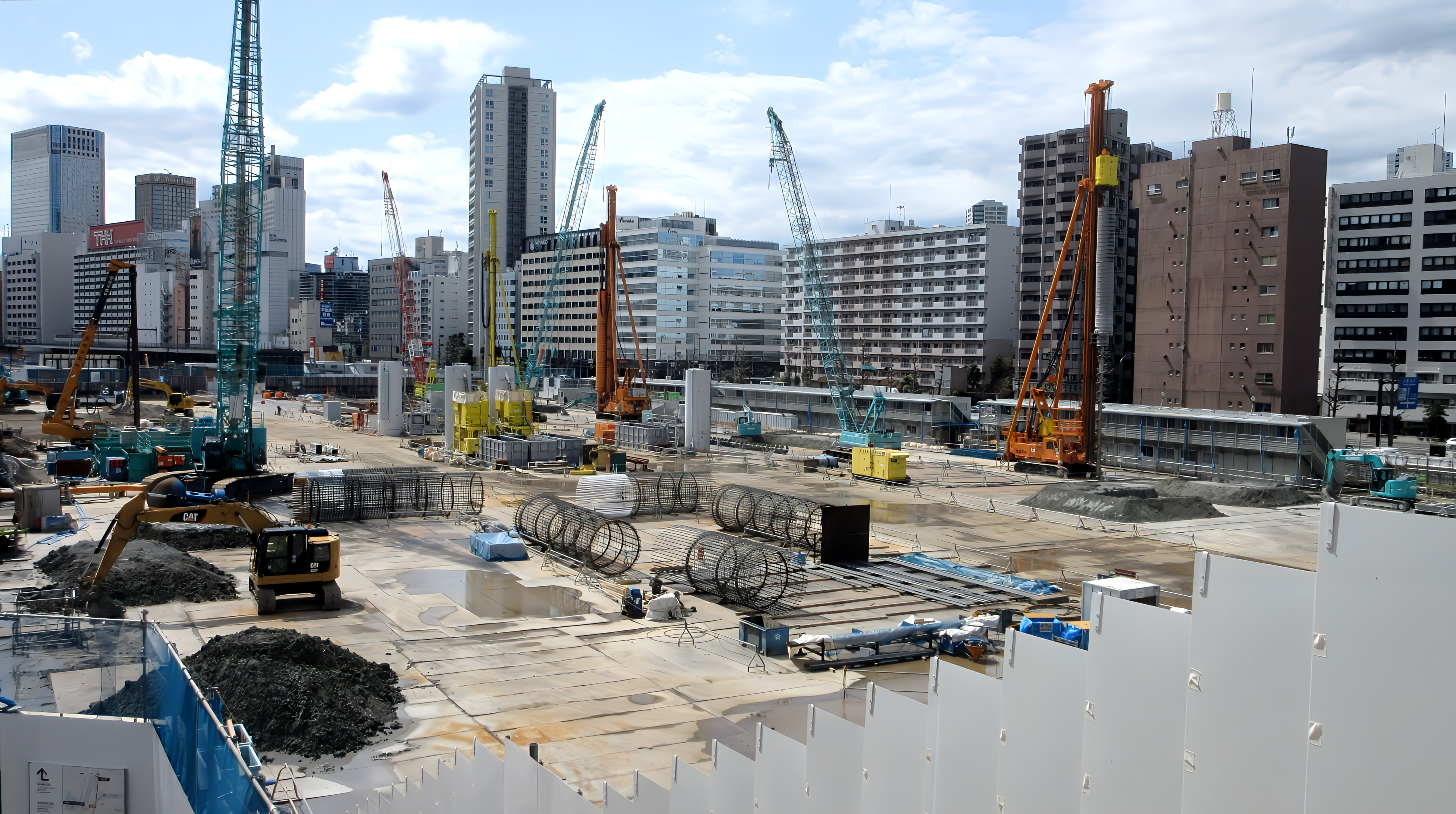
場所打ち杭で用いる鉄筋かご

4街区地下階層の躯体工事は逆打ち工法が用いられている。
この工法は、工期の短縮を目指して、先ずは1階の床を先行で造り、引き続き上部階の工事を進めると同時に地下階を掘り進め順次地下1階、地下2階と下へと工事を進めていく工法である。
また、地下は山留壁として遮水性及び剛性の高いソイルセメント壁（SMW）及び地中連続壁（RC 連壁）で固めている。これは下位に広く分布する難透水層（上総層群）まで根入れすることで、地下水の流入を防止するとともに、周辺地盤の変形および地盤沈下が生じないようにするためである。掘削中は、地盤アンカー等の補強を施すなど周辺への影響を及ぼすことないよう配慮された。

## ギャラリー

主要施設
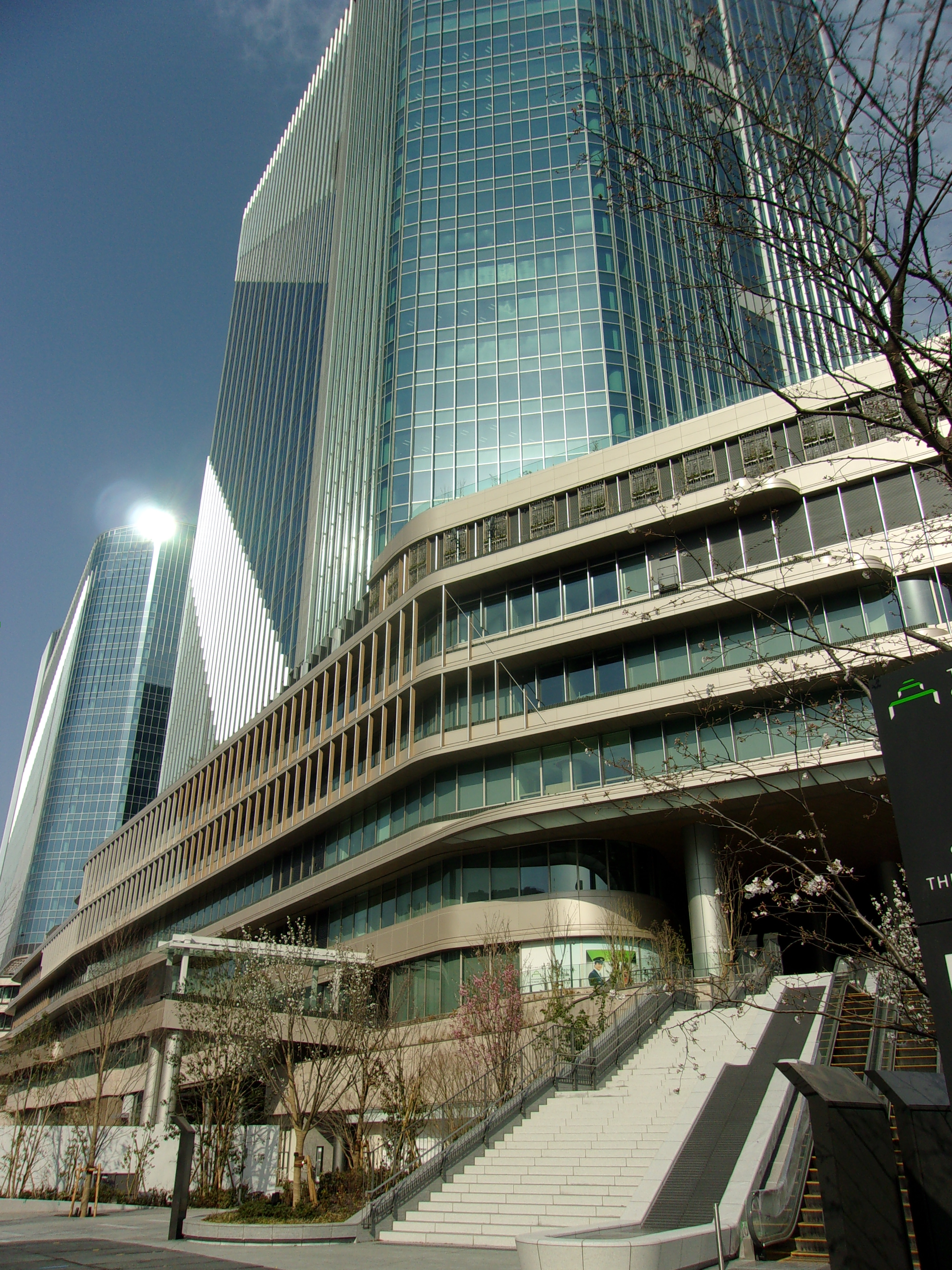
THE LINKPILLAR 1 SOUTH
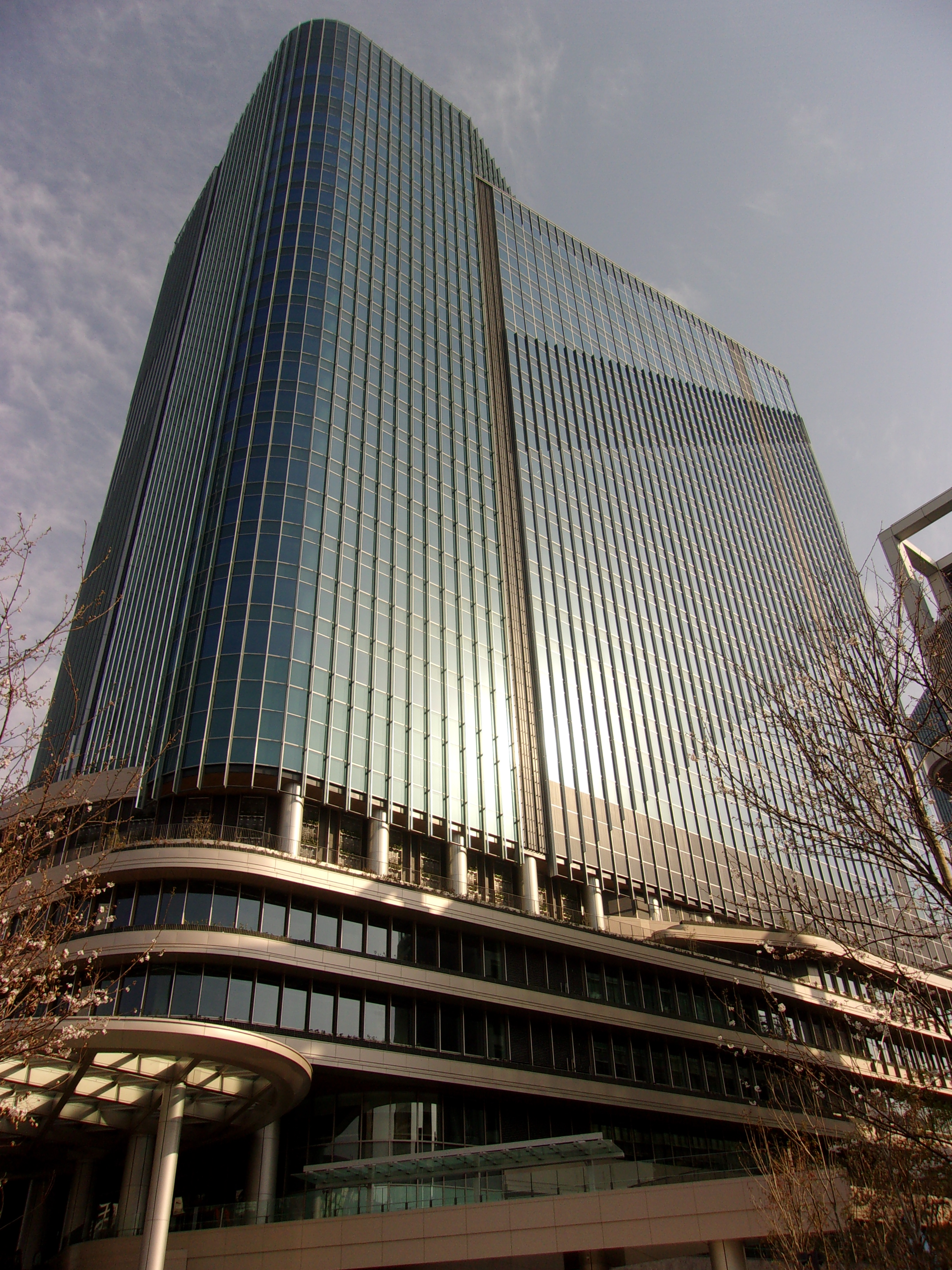
THE LINKPILLAR 1 NORTH
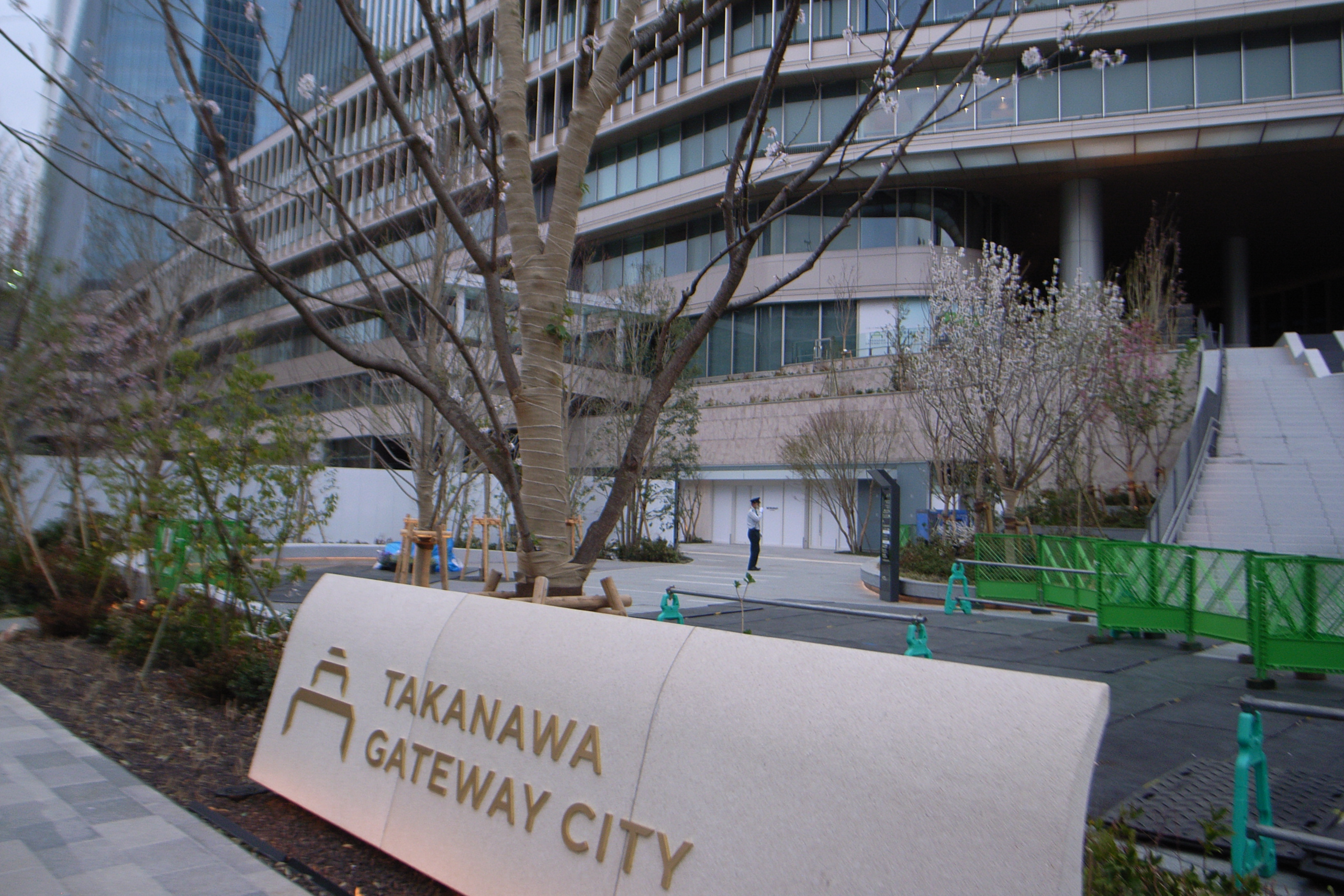
高輪辻広場（LINKPILLAR 1 SOUTH脇）
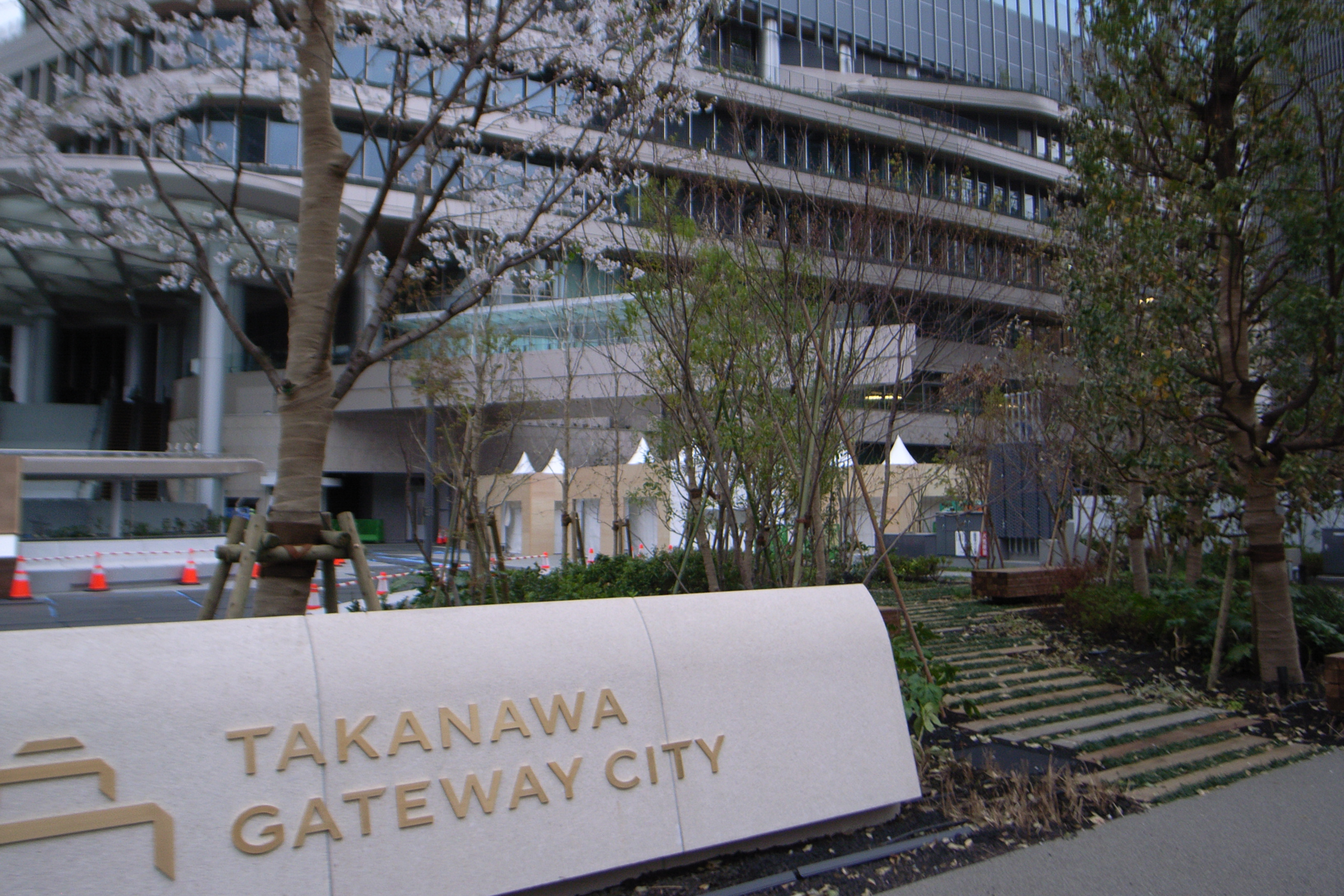
泉岳寺辻広場（LINKPILLAR 1 NORTH脇）
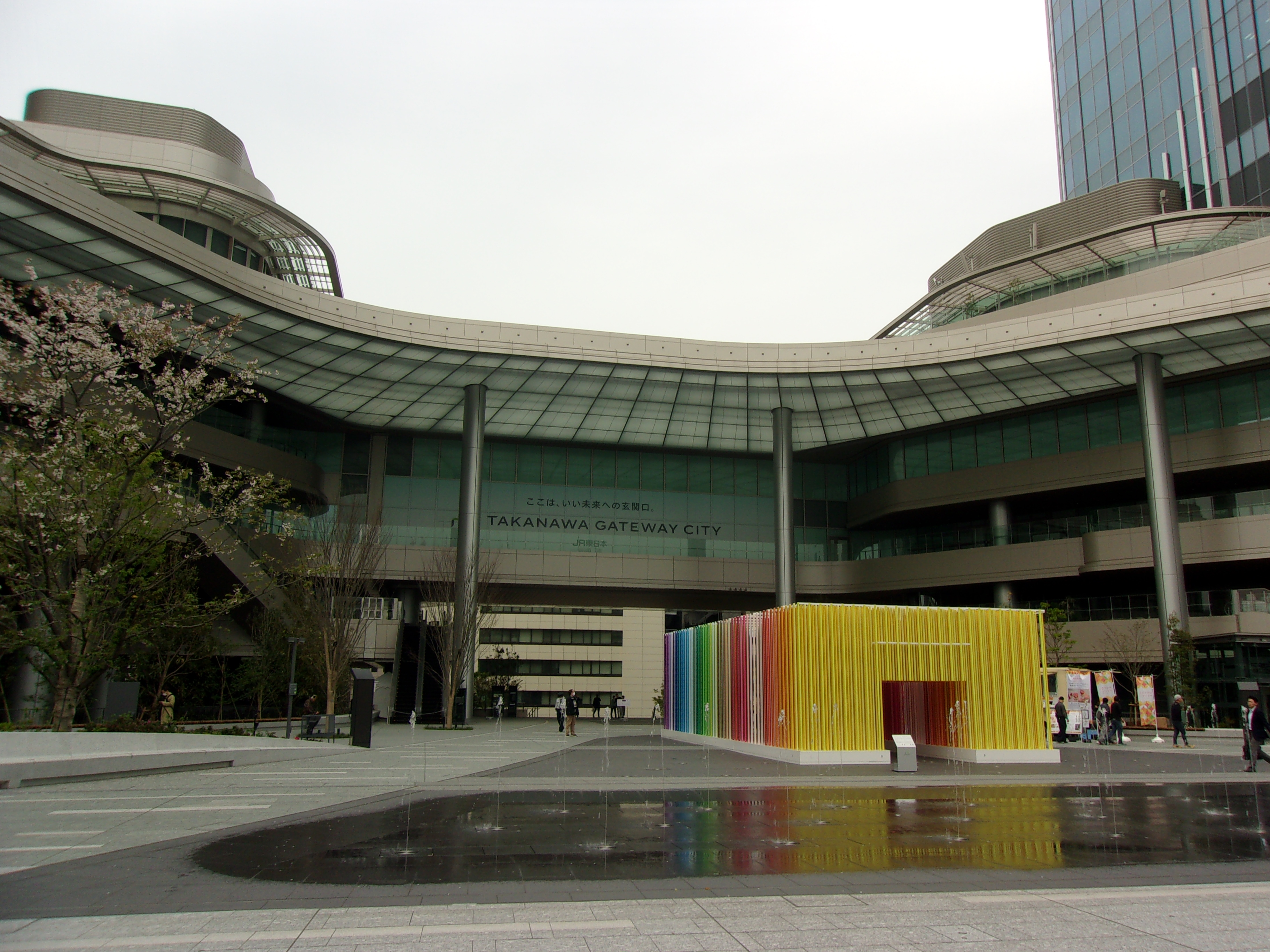
駅前広場のGateway Park
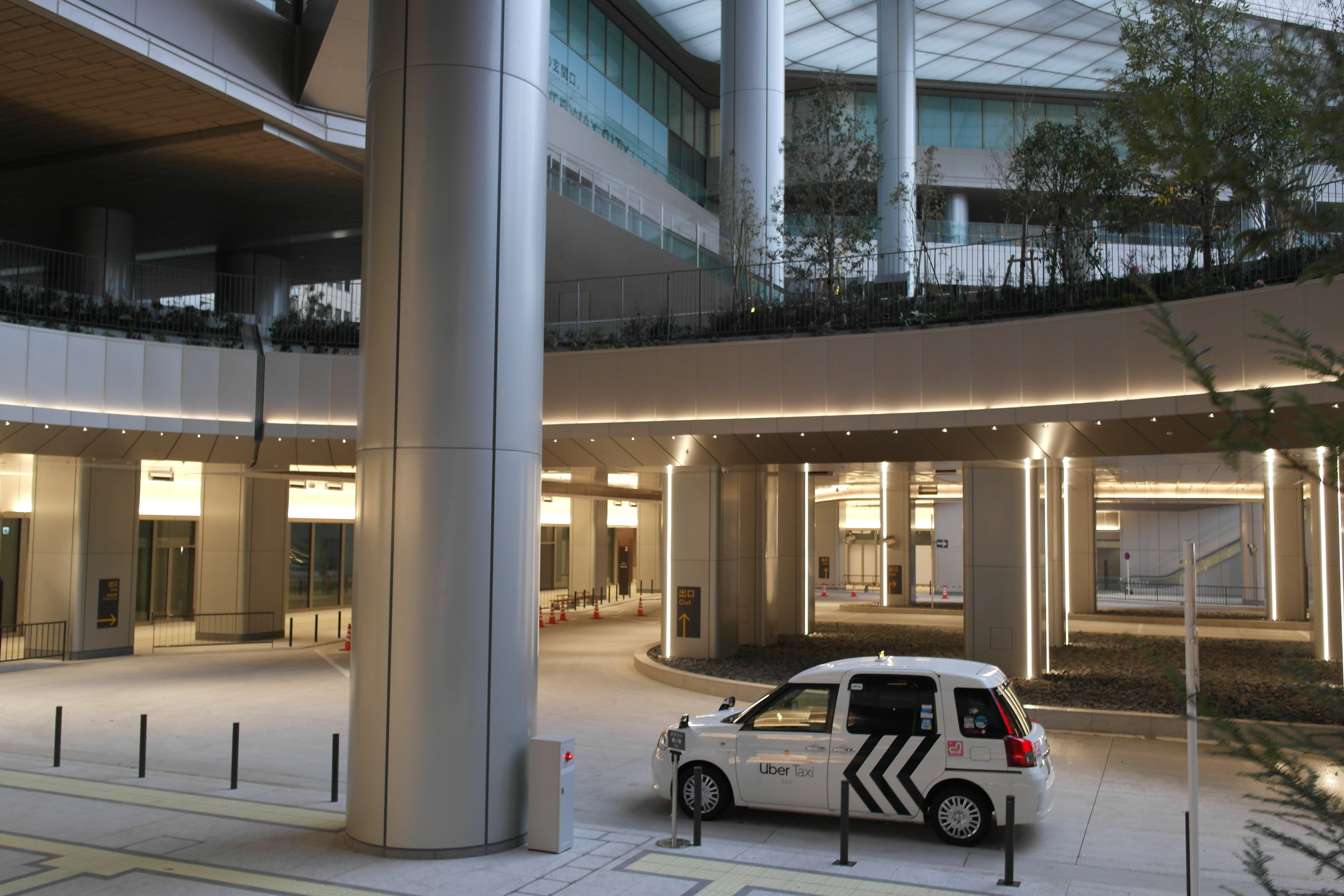
交通広場（Gateway Park下）
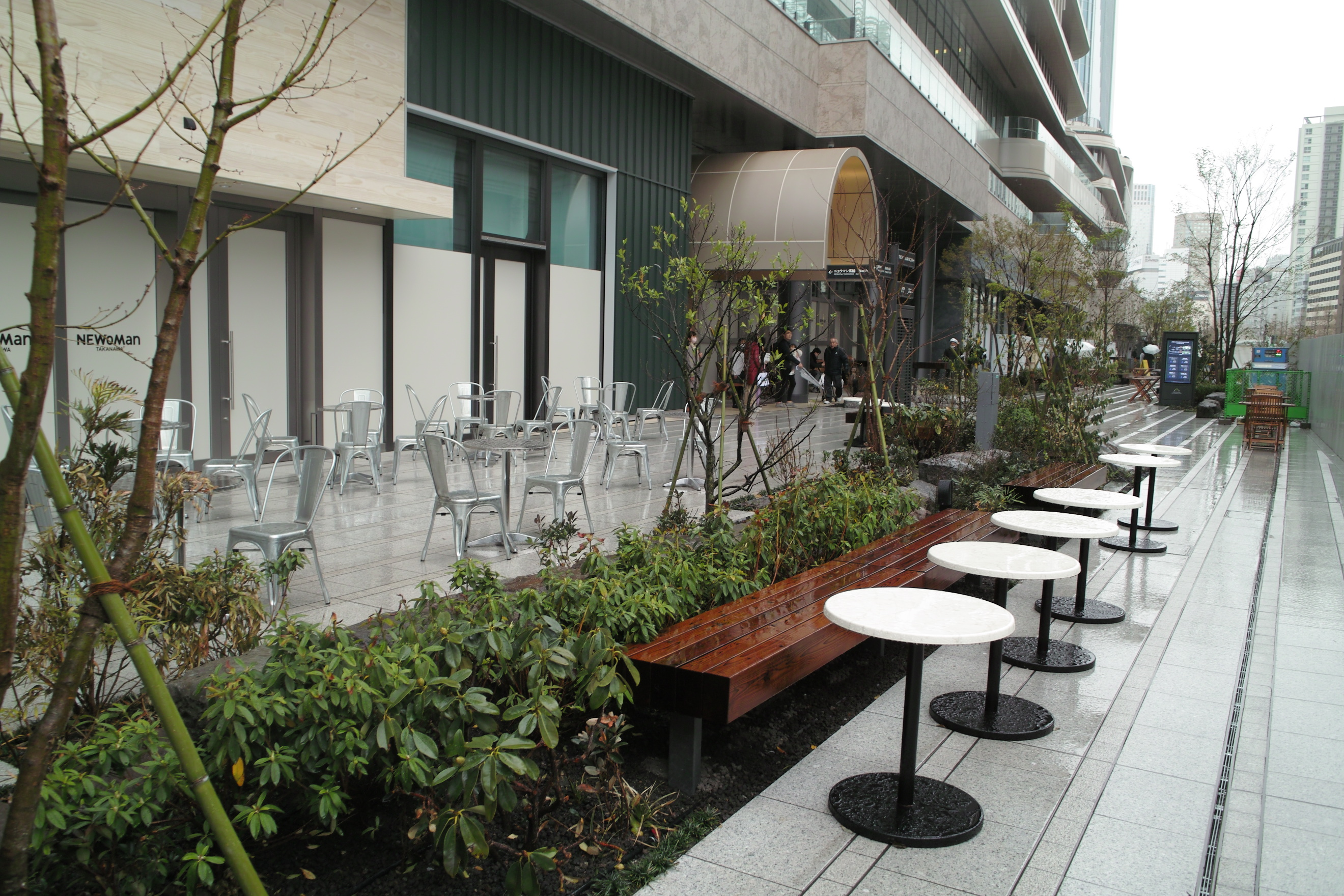
LINK LINE
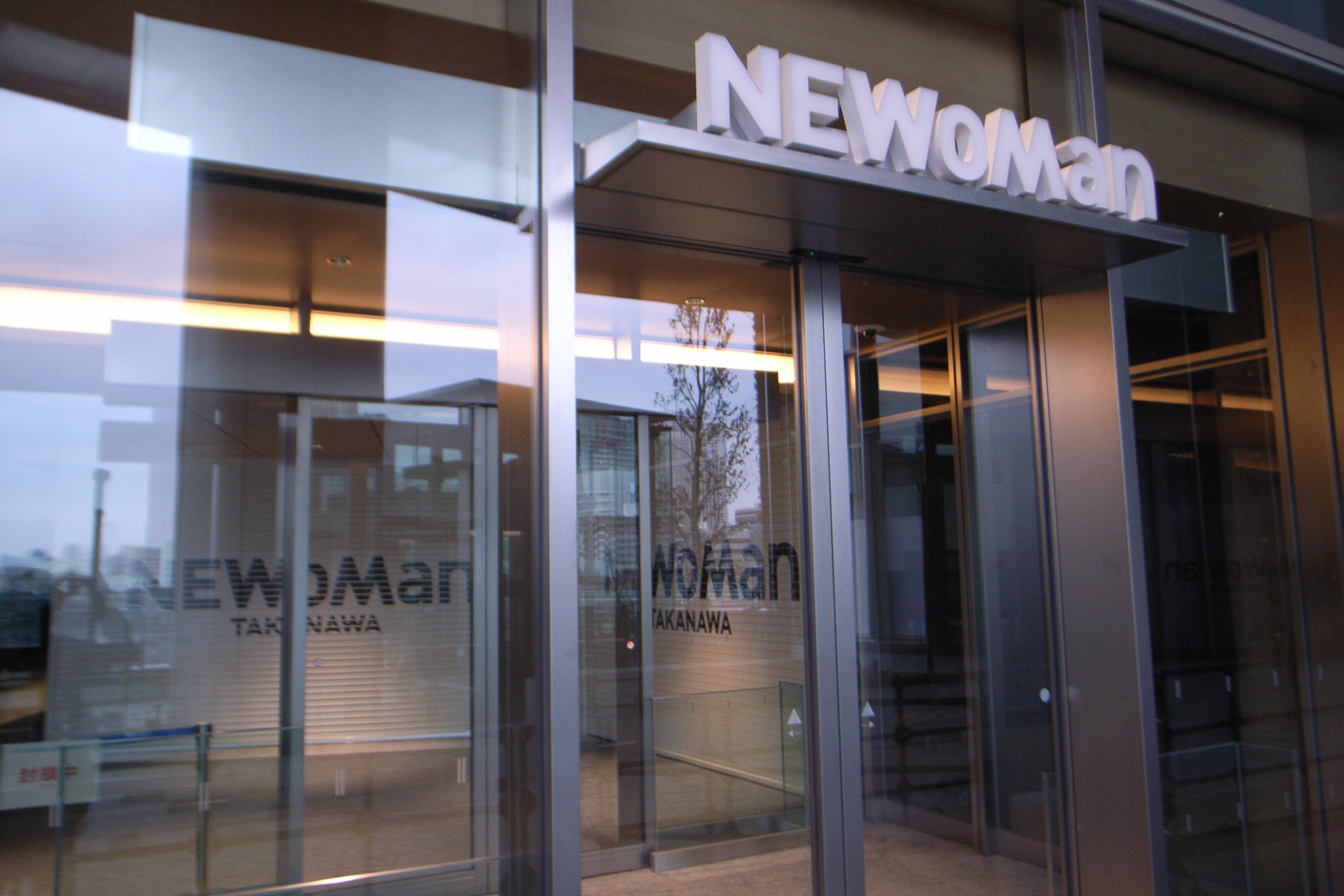
NEWoMan Takanawa

関連施設・テナント、その他の設備
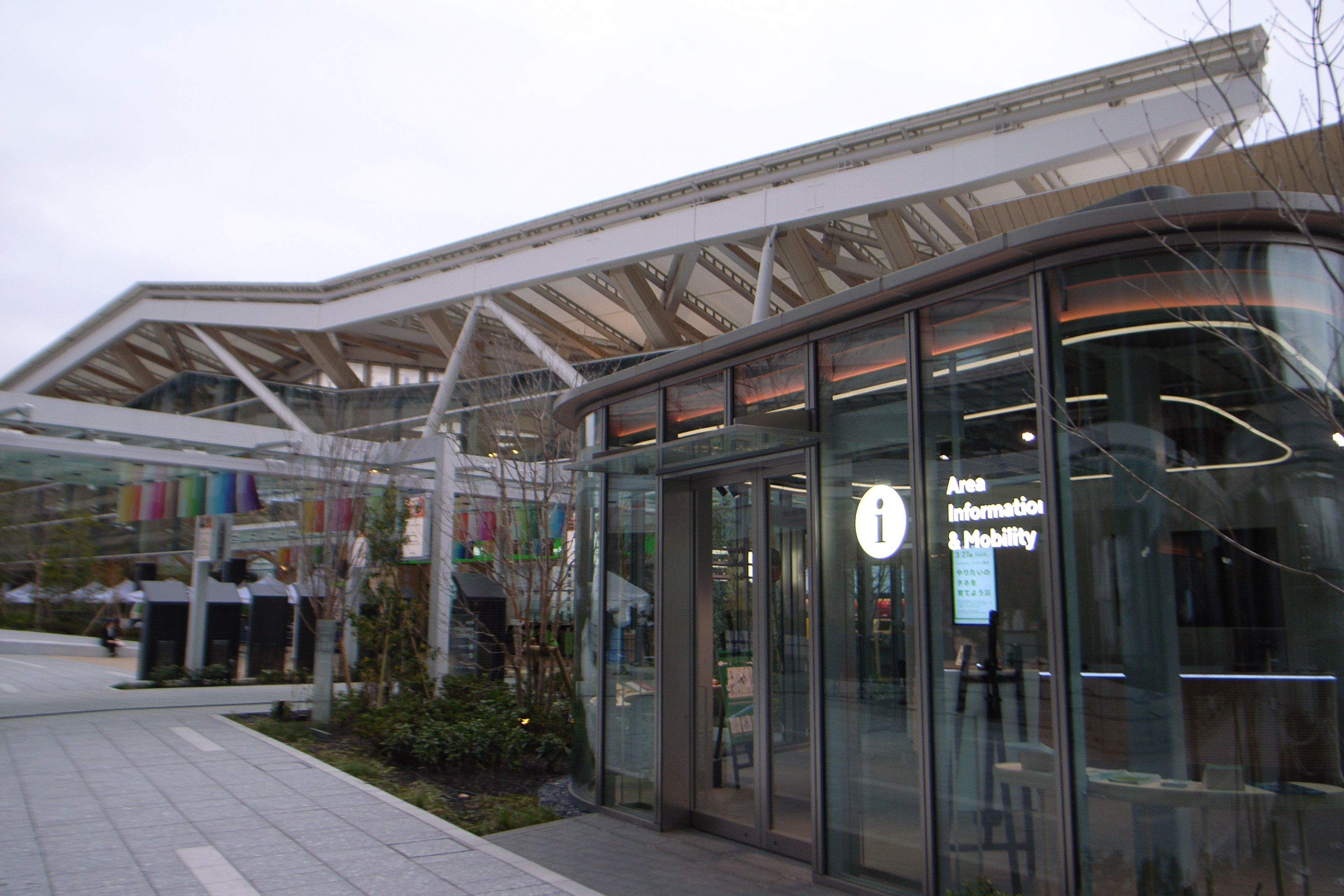
インフォメーション
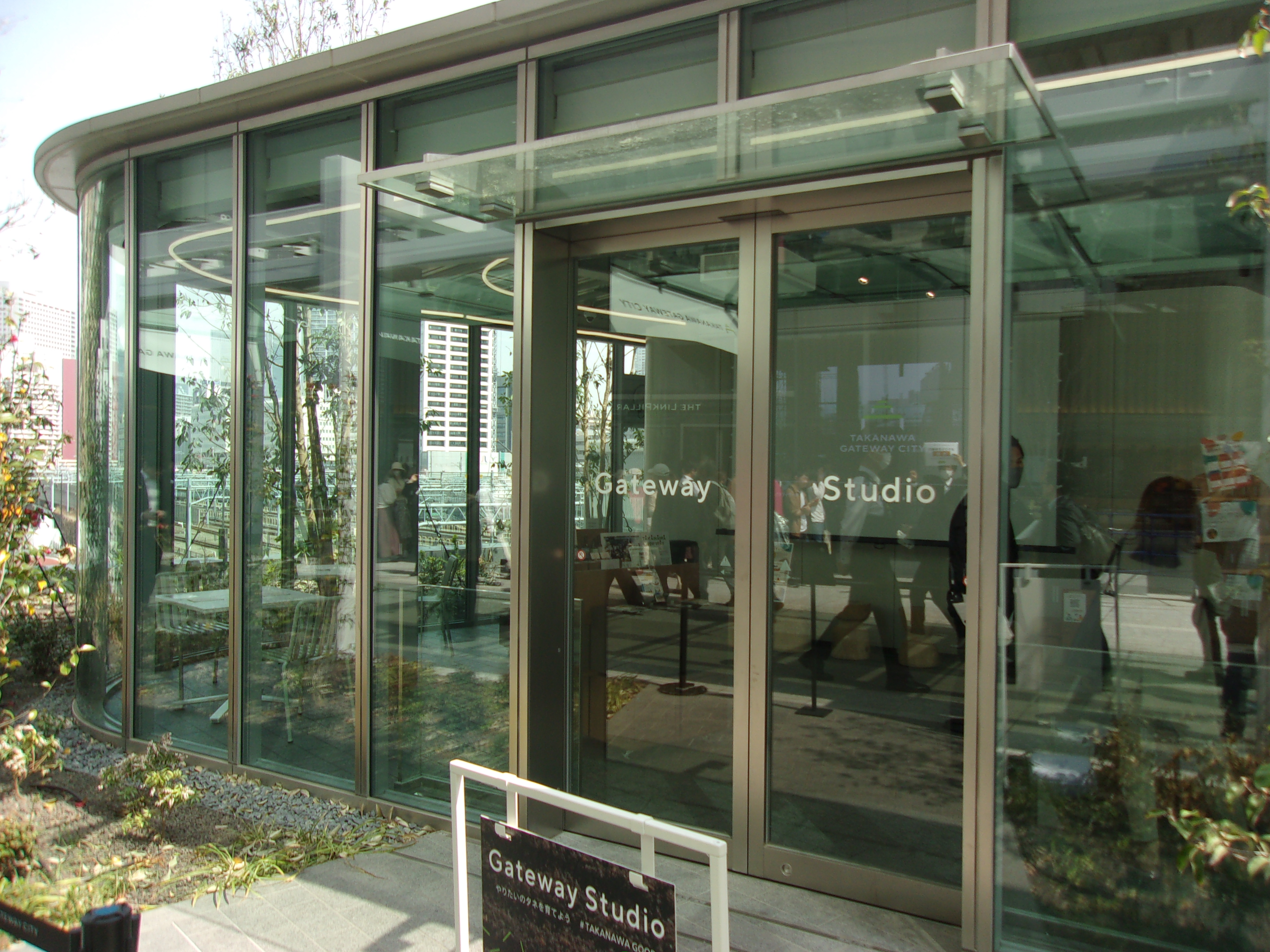
ゲートウェイスタジオ
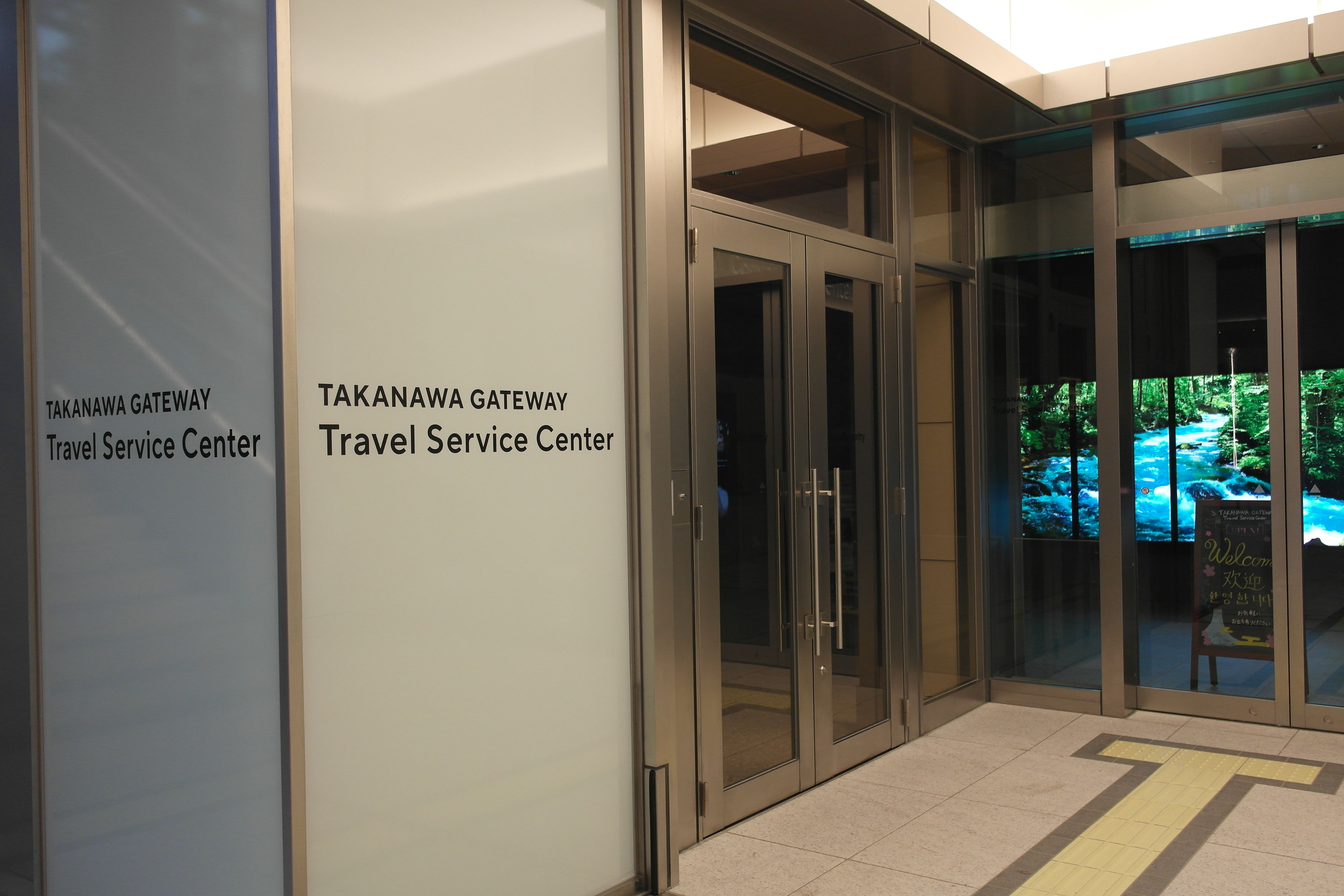
トラベルサービスセンター（LINKPILLAR 1 SOUTH内）
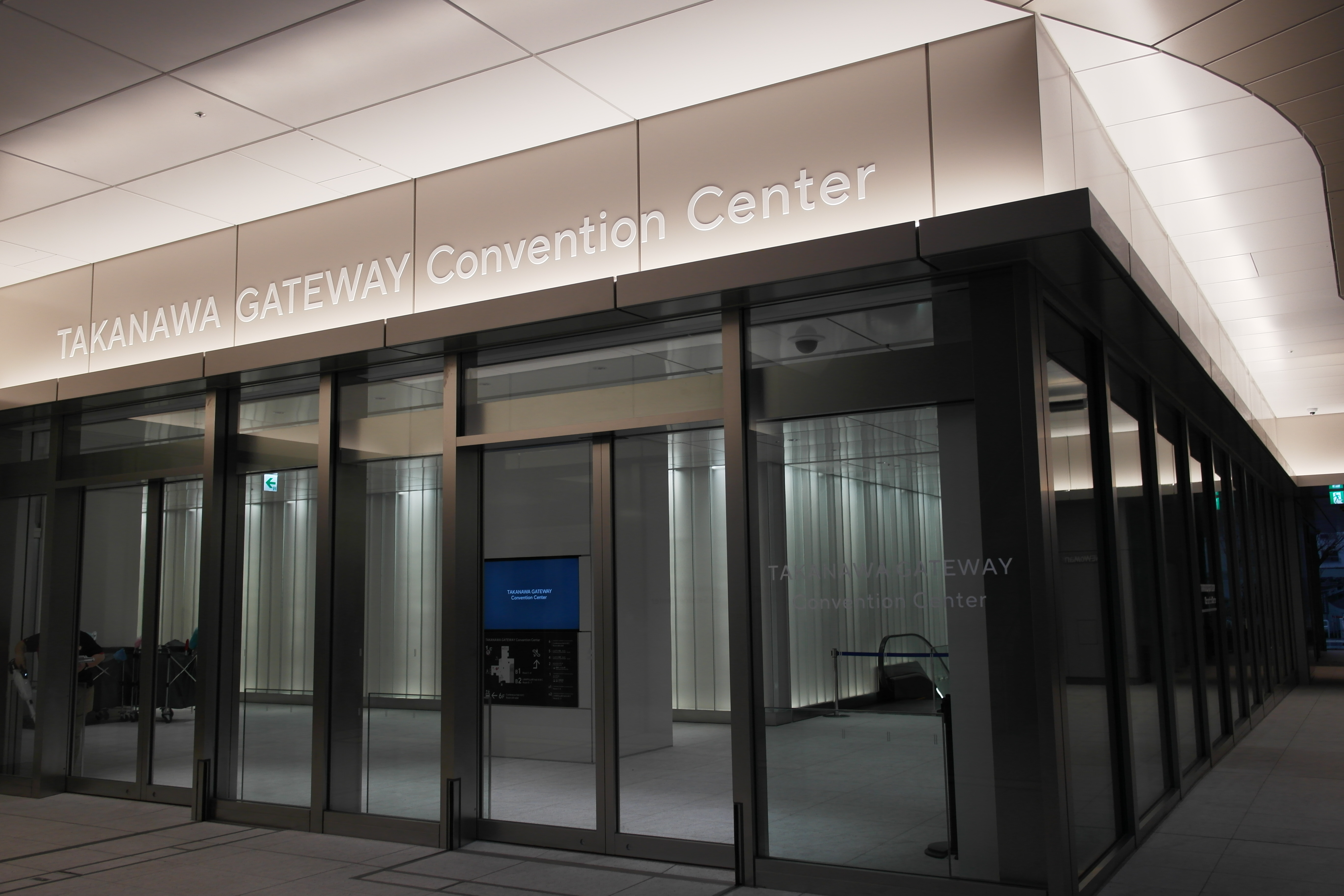
コンベンションセンター（LINKPILLAR 1 SOUTH内）
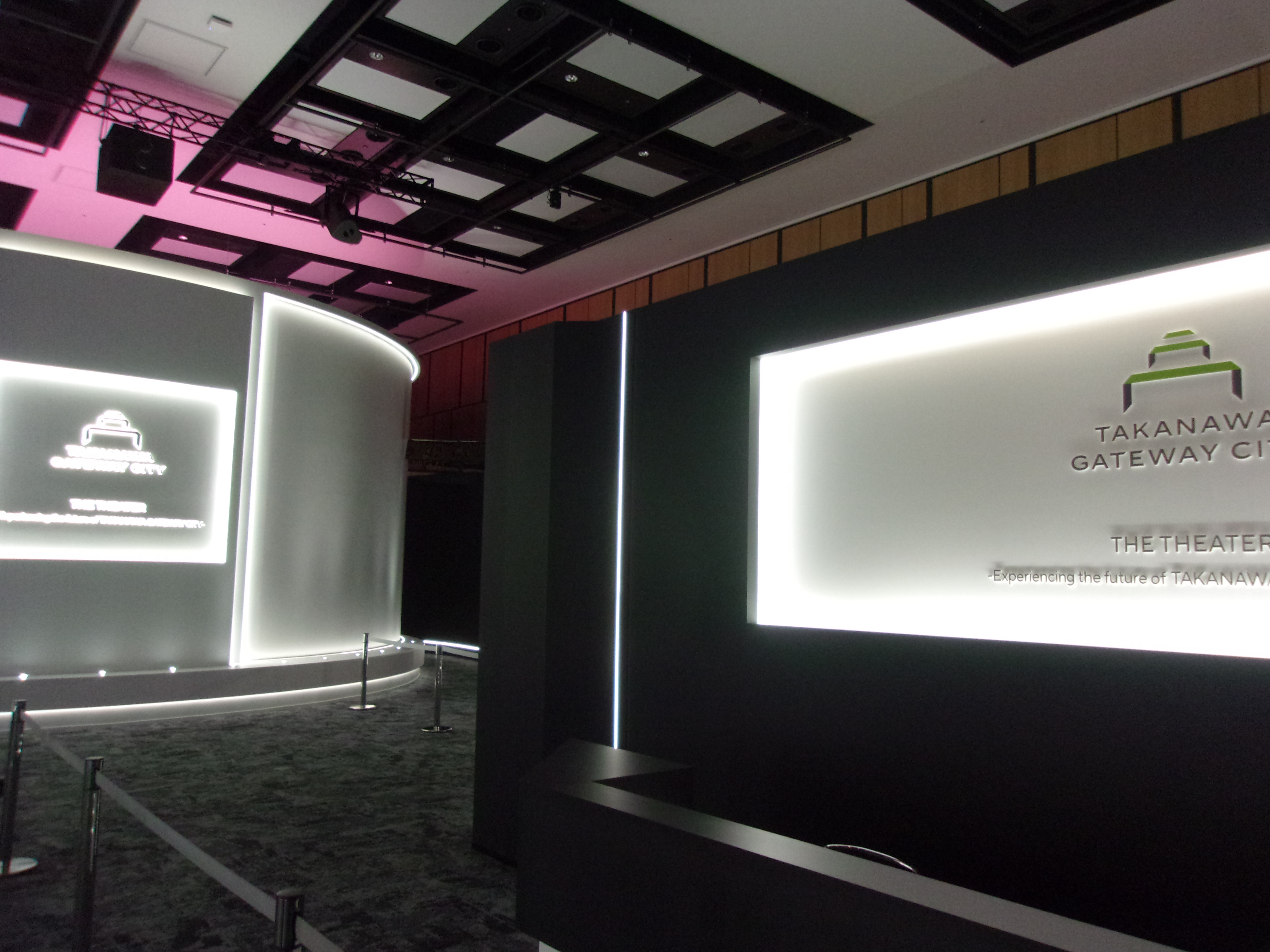
未来体験シアター（コンベンションセンター内）
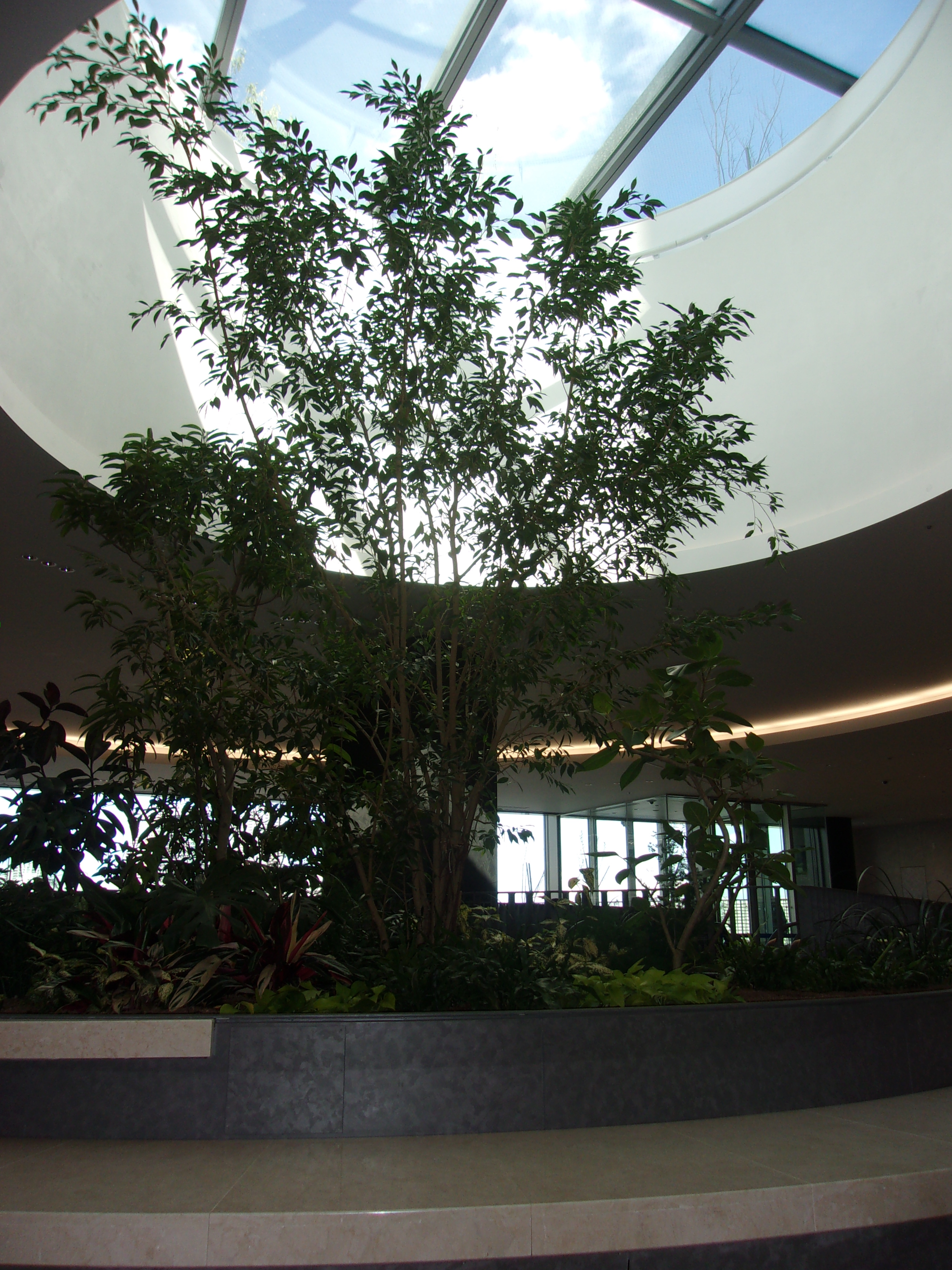
カンファレンスホールのロビー（LINKPILLAR 1 SOUTH内）
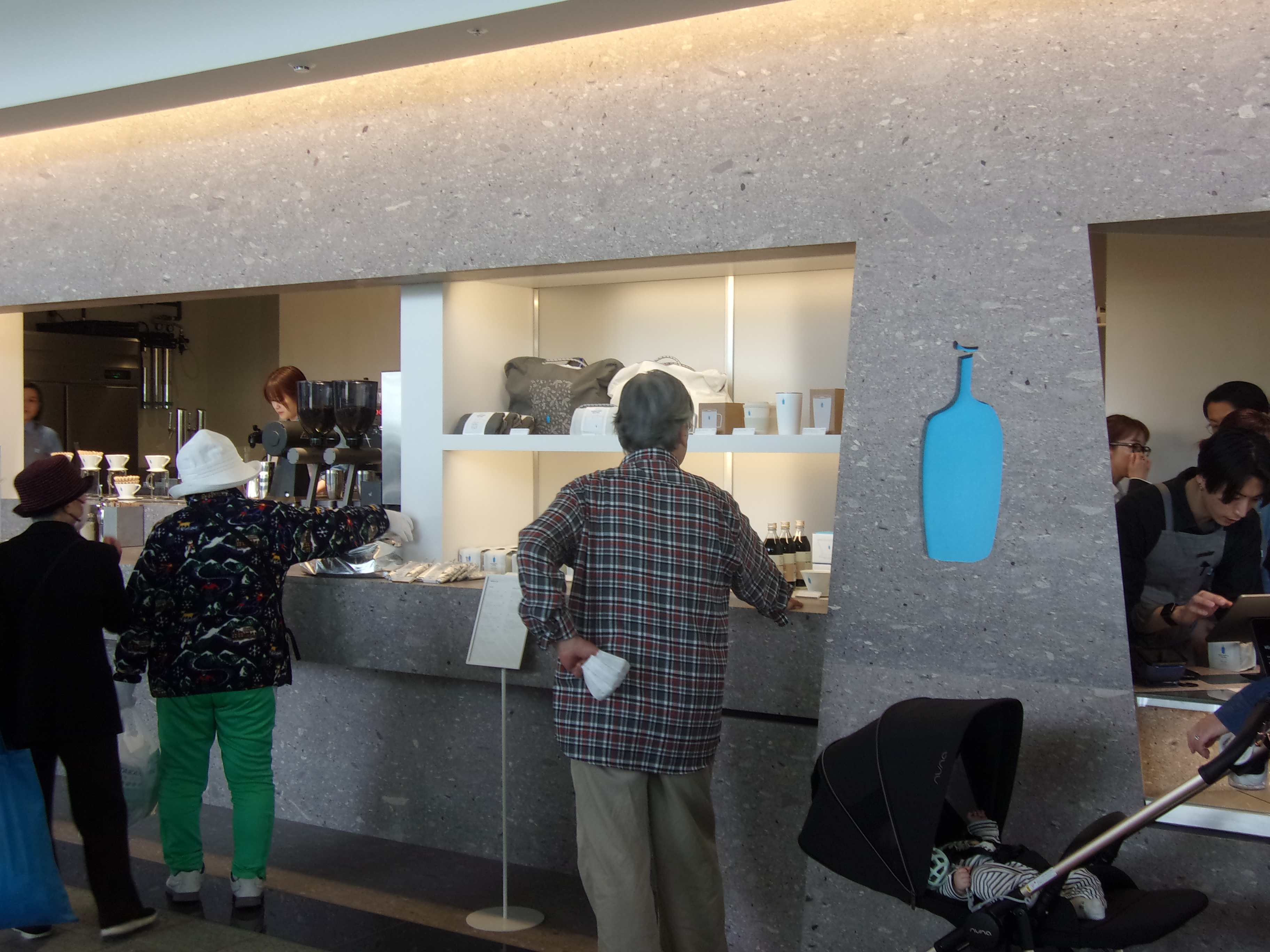
ブルーボトルコーヒー（LINKPILLAR 1 SOUTH内）
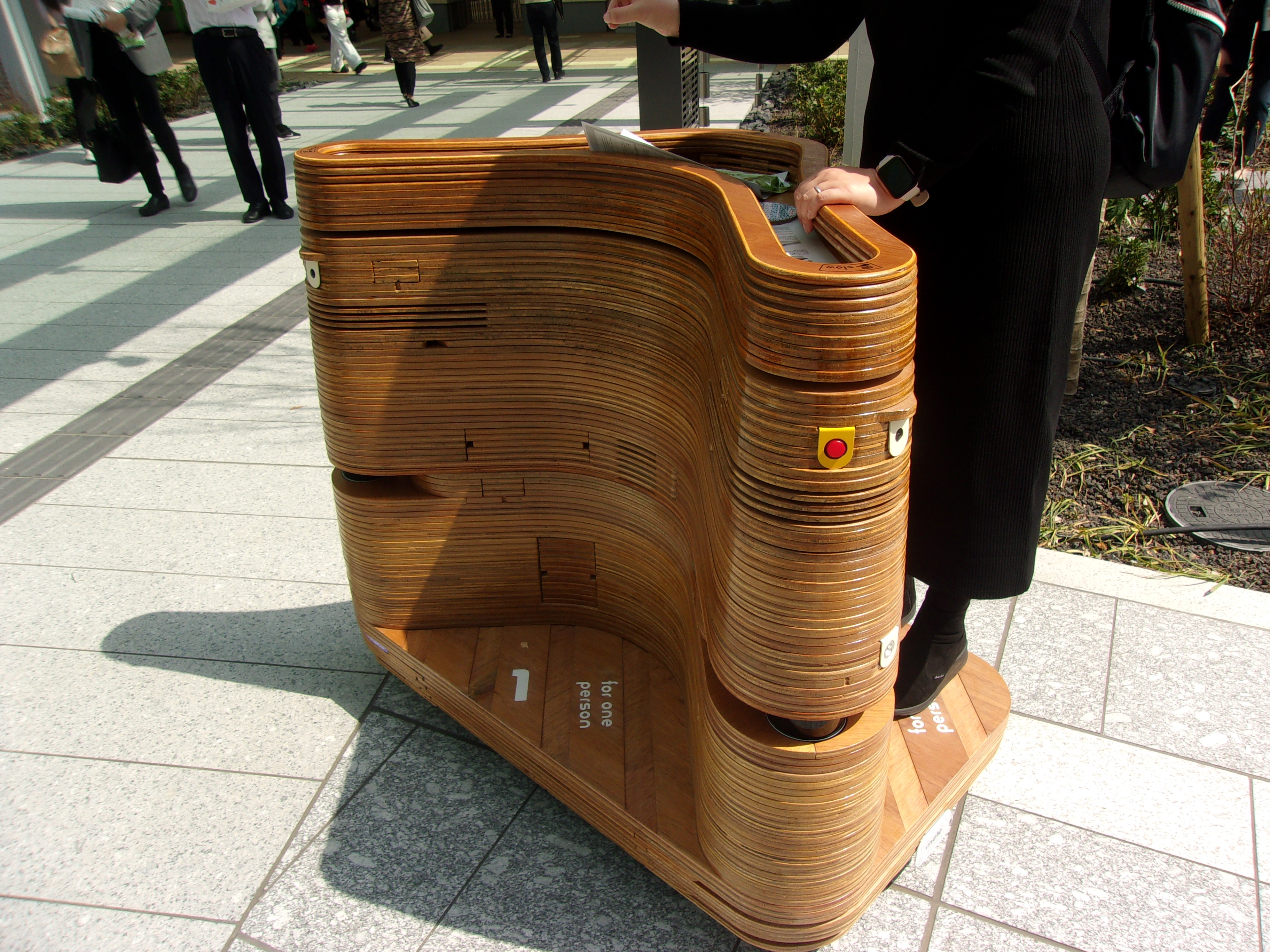
Gateway Park内を移動できる立ち乗り型自動走行車iino
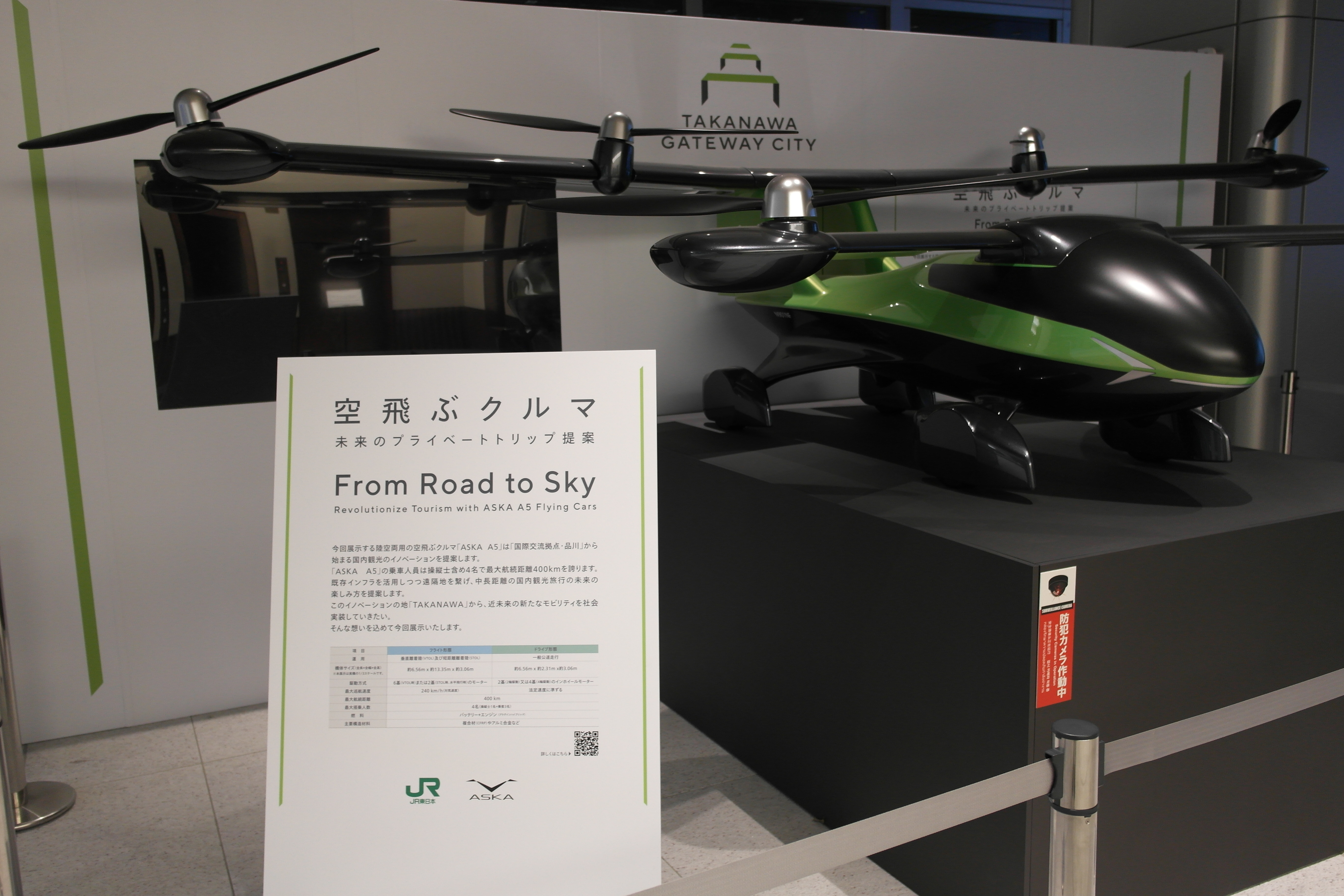
空飛ぶクルマ(eVTOL)の展示（LINKPILLAR 1 SOUTH内）

## 隣接地開発との接続

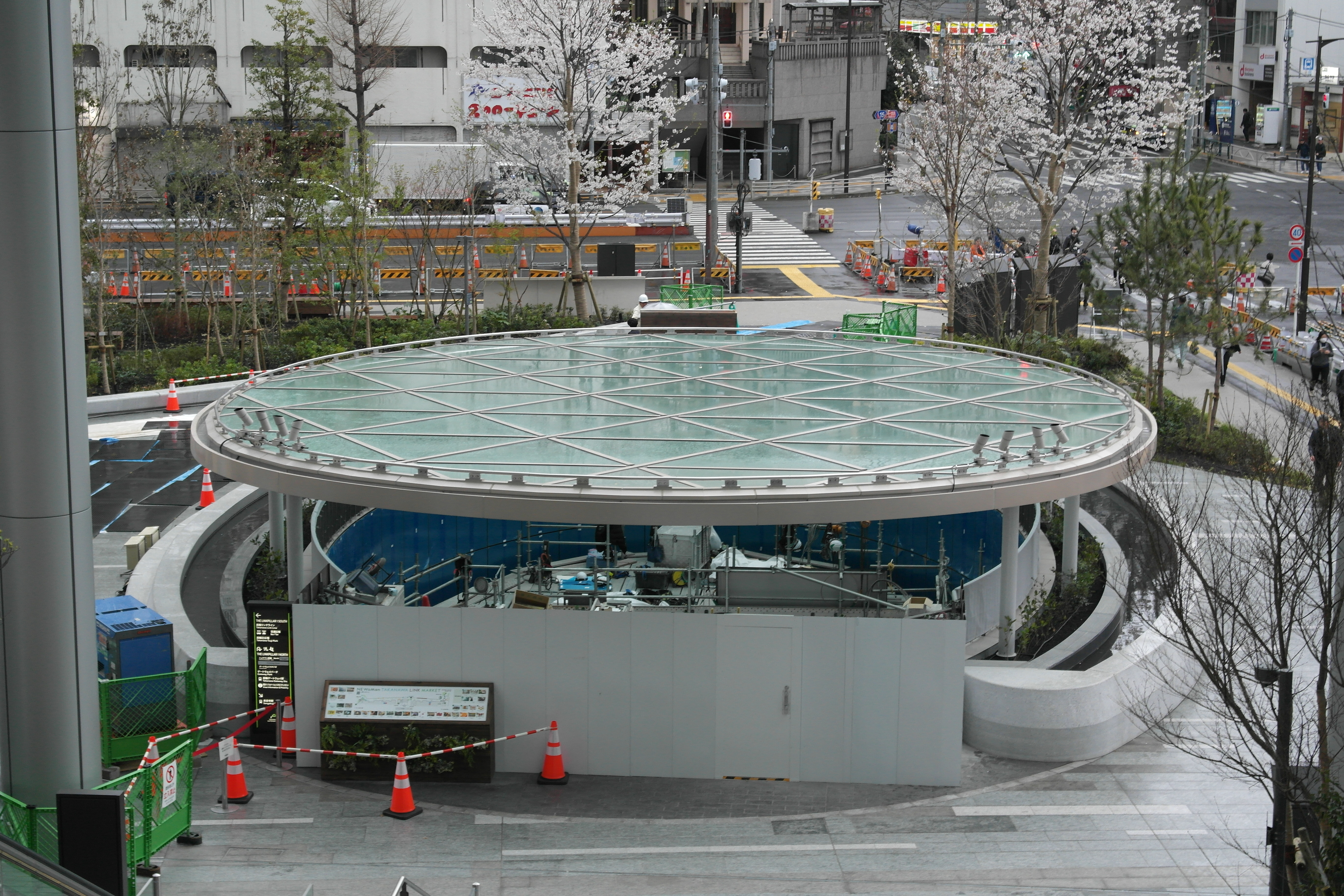
泉岳寺辻広場に設けられる泉岳寺駅の新出入口（工事中）

都営浅草線泉岳寺駅の地上部分を京浜急行などが事業主体となり、泉岳寺駅地区第二種市街地再開発事業が進められている。LINKPILLAR 1 NORTHの公開空地である泉岳寺辻広場に、泉岳寺駅から地上へ出る既存のA1出口（2021年1月から閉鎖中）を改修するかたちで設けるほか、TAKANAWA GATEWAY CITYの3街区となるTHE LINKPILLAR 2では泉岳寺駅ビル（仮称）と隣り合い、ペデストリアンデッキで連結する計画である。